# Enric IV d'Anglaterra
Enric IV (3 d'abril de 1367 - 20 de març de 1413) va ser rei d'Anglaterra, senyor d'Irlanda, i pretendent anglès al tron de França entre 1399 i 1413. Va néixer al castell de Bolingbroke a Lincolnshire, i d'aquí rebé el nom d'Enric Bolingbroke o "el Bolingbroke". El seu pare, Joan de Gant, va ser el tercer fill d'Eduard III (el més gran dels que arribà a l'edat adulta), i va gaudir d'una posició considerablement influent durant el regnat de Ricard II. La seva mare Blanca era l'hereva de les importants terres de la Casa Lancaster.

## Biografia

### Relacions amb Ricard II
Les relacions d'Enric amb el rei Ricard II van patir molts alts i baixos. Eren cosins germans i companys d'infància, i van ser admesos alhora a l'Orde de Garrotera el 1377, però Enric va participar en la rebel·lió dels Lords Apel·lants contra el rei el 1387. Després de recuperar el poder, Ricard no va castigar Enric (tot i que molts dels altres barons van ser executats o exiliats), i en canvi el va nomenar comte de Derby i Duc de Hereford.
La relació entre Enric Bolingbroke i el Rei va patir una segona crisi el 1398, quan Ricard va exiliar Enric del regne per un període de deu anys (amb l'aprovació de Joan de Gant, pare d'Enric), per evitar un duel entre Enric i el Duc Tomàs de Mowbray, que va ser exiliat a perpetuïtat. Enric va passar-se un any sencer col·laborant amb els cavallers teutònics en l'infructuós setge de Vílnius (aleshores capital del Gran Ducat de Lituània).

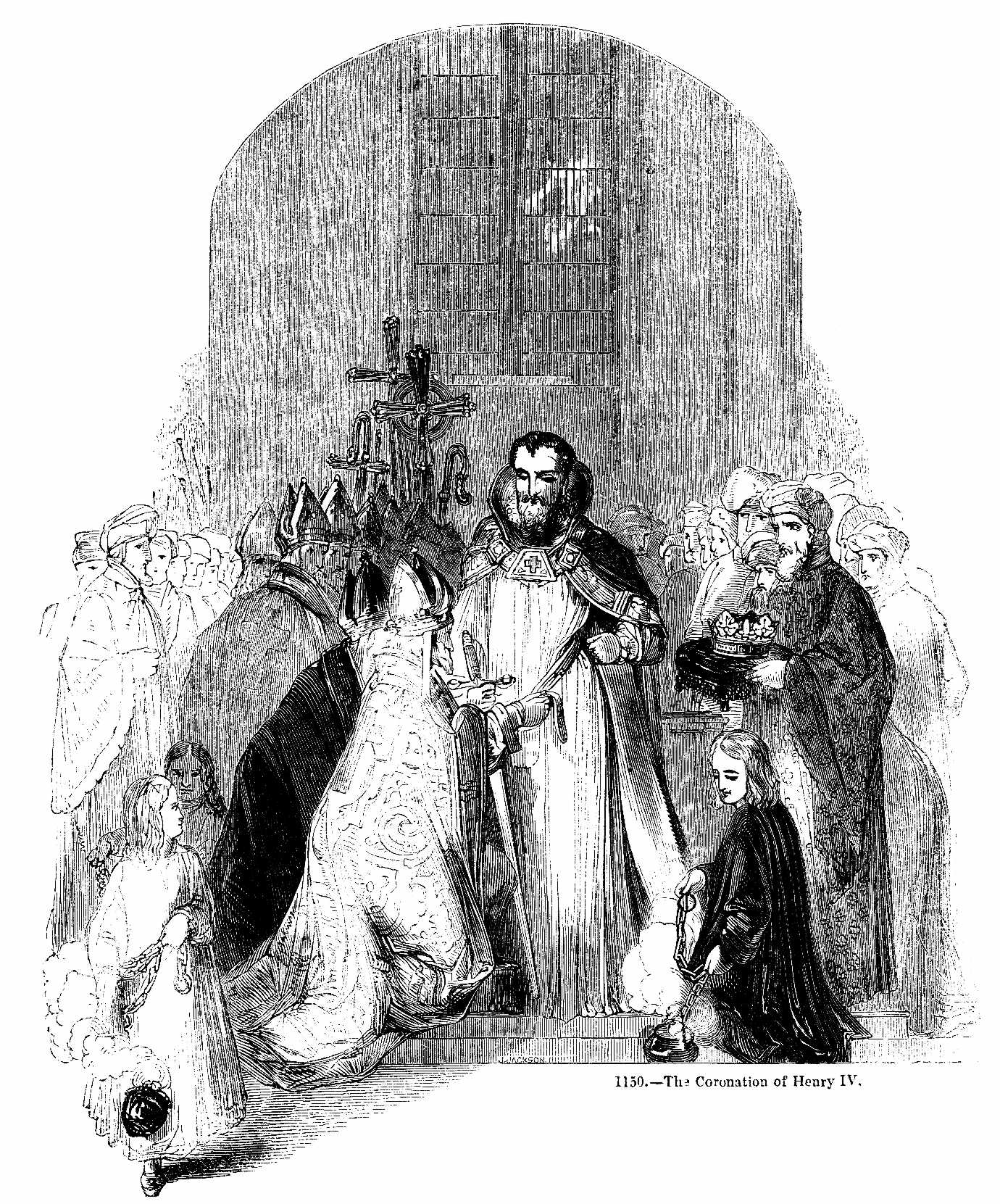
La coronació d'Enric IV

Joan de Gant va morir el 1399, i sense explicació, Ricard va anul·lar els documents legals que haurien permès a Enric heretar automàticament les seves terres. Ricard pretenia que Enric li demanés personalment el retorn de les possessions familiars, però finalment Enric es reuní amb Tomàs Arundel (l'antic bisbe de Canterbury que havia perdut el càrrec per la seva implicació amb els Lords Apel·lants) i amb ell com a conseller van tornar a Anglaterra aprofitant que Ricard es trobava a Irlanda. Van iniciar una campanya militar, confiscant les terres de tot aquell que s'hi oposava i un cop obtingueren el suport necessari Enric es va fer proclamar rei el 13 d'octubre de 1399. Va fer empresonar el rei Ricard, a qui va obligar a abdicar, i va fer excloure el seu hereu (Edmund de Mortimer) de la línia successòria.

### Regnat
Enric IV va mantenir el rei Ricard a la presó fins que el gener de 1400 un intent frustrat d'assassinat (la Rebel·lió de l'Epifania) el va portar a ordenar la mort de Ricard, probablement privant-lo de menjar. Ricard moriria el 14 de febrer de 1400, i el seu cos va ser exposat públicament a la vella Catedral de Sant Pau per demostrar als seus partidaris que realment era mort. Sols tenia 33 anys.
Enric es passaria gran part del seu regnat protegint-se de revoltes, complots i intents d'assassinat. Owain Glyndŵr es va proclamar Príncep de Gal·les el 1400, i el comte Henry Percy de Northumberland es va rebel·lar. El rei va aconseguir aplacar les dues revoltes en gran part gràcies a les habilitats militats del seu fill Enric, que més tard esdevindria rei.
Durant el seu regnat Enric va rebre la visita de Manuel II Paleòleg, l'únic emperador romà d'Orient que va visitar Anglaterra, i a la seva partida li donà ajuda econòmica per combatre l'Imperi Otomà. El 1406 pirates anglesos van capturar el futur rei d'Escòcia Jaume I, i el va retenir com a presoner durant la resta del seu regnat a l'espera del cobrament d'un rescat.
Els darrers anys del regnat d'Enric van estar marcats pels seus seriosos problemes de salut. Patia una malaltia que li desfigurava la pell, i va patir atacs sobtats d'una malaltia desconeguda el juny de 1405, l'abril de 1406, el juny de 1408, l'hivern del 1408/09 i el que posà fi a la seva vida el març del 1413. Els estudiosos han intentat identificar la natura de les seves afliccions: la malaltia de la pell hauria pogut ser lepra, psoriasi, o potser un símptoma de la sífilis; mentre que l'explicació dels atacs podria raure en l'epilèpsia o en una malaltia cardiovascular.

## Família
|               |               |               |               |                |                |                     |                     |                     |                     |                     |                     | Eduard III      |                 |                 |                 |                 |                 |                    |                    |                    |                    |                    |                    |                   |                   |                 |                 |                 |                 |                 |                 |                 |                 |              |              |  |  |  |  |  |  |  |  |  |  |  |  |  |  |  |  |  |  |  |  |  |  |
|               |               |               |               |                |                |                     |                     |                     |                     |                     |                     |                 |                 |                 |                 |                 |                 |                    |                    |                    |                    |                    |                    |                   |                   |                 |                 |                 |                 |                 |                 |                 |                 |              |              |  |  |  |  |  |  |  |  |  |  |  |  |  |  |  |  |  |  |  |  |  |  |
|               |               |               |               |                |                |                     |                     |                     |                     |                     |                     |                 |                 |                 |                 |                 |                 |                    |                    |                    |                    |                    |                    |                   |                   |                 |                 |                 |                 |                 |                 |                 |                 |              |              |  |  |  |  |  |  |  |  |  |  |  |  |  |  |  |  |  |  |  |  |  |  |
|               |               |               |               |                |                | Eduard de Woodstock | Eduard de Woodstock | Eduard de Woodstock | Eduard de Woodstock | Eduard de Woodstock | Eduard de Woodstock |                 |                 |                 |                 |                 |                 | Lionel d'Anvers    | Lionel d'Anvers    | Lionel d'Anvers    | Lionel d'Anvers    | Lionel d'Anvers    | Lionel d'Anvers    |                   |                   |                 |                 |                 |                 | Joan de Gant    | Joan de Gant    | Joan de Gant    | Joan de Gant    | Joan de Gant | Joan de Gant |  |  |  |  |  |  |  |  |  |  |  |  |  |  |  |  |  |  |  |  |  |  |
|               |               |               |               |                |                | Eduard de Woodstock | Eduard de Woodstock | Eduard de Woodstock | Eduard de Woodstock | Eduard de Woodstock | Eduard de Woodstock |                 |                 |                 |                 |                 |                 | Lionel d'Anvers    | Lionel d'Anvers    | Lionel d'Anvers    | Lionel d'Anvers    | Lionel d'Anvers    | Lionel d'Anvers    |                   |                   |                 |                 |                 |                 | Joan de Gant    | Joan de Gant    | Joan de Gant    | Joan de Gant    | Joan de Gant | Joan de Gant |  |  |  |  |  |  |  |  |  |  |  |  |  |  |  |  |  |  |  |  |  |  |
|               |               |               |               |                |                |                     |                     |                     |                     |                     |                     |                 |                 |                 |                 |                 |                 |                    |                    |                    |                    |                    |                    |                   |                   |                 |                 |                 |                 |                 |                 |                 |                 |              |              |  |  |  |  |  |  |  |  |  |  |  |  |  |  |  |  |  |  |  |  |  |  |
|               |               | Eduard        | Eduard        | Eduard         | Eduard         | Eduard              | Eduard              |                     |                     | Ricard II           | Ricard II           | Ricard II       | Ricard II       | Ricard II       | Ricard II       |                 |                 | Felipa Plantagenet | Felipa Plantagenet | Felipa Plantagenet | Felipa Plantagenet | Felipa Plantagenet | Felipa Plantagenet |                   |                   |                 |                 |                 |                 | Enric IV        | Enric IV        | Enric IV        | Enric IV        | Enric IV     | Enric IV     |  |  |  |  |  |  |  |  |  |  |  |  |  |  |  |  |  |  |  |  |  |  |
|               |               | Eduard        | Eduard        | Eduard         | Eduard         | Eduard              | Eduard              |                     |                     | Ricard II           | Ricard II           | Ricard II       | Ricard II       | Ricard II       | Ricard II       |                 |                 | Felipa Plantagenet | Felipa Plantagenet | Felipa Plantagenet | Felipa Plantagenet | Felipa Plantagenet | Felipa Plantagenet |                   |                   |                 |                 |                 |                 | Enric IV        | Enric IV        | Enric IV        | Enric IV        | Enric IV     | Enric IV     |  |  |  |  |  |  |  |  |  |  |  |  |  |  |  |  |  |  |  |  |  |  |
|               |               |               |               |                |                |                     |                     |                     |                     |                     |                     |                 |                 |                 |                 |                 |                 |                    |                    |                    |                    |                    |                    |                   |                   |                 |                 |                 |                 |                 |                 |                 |                 |              |              |  |  |  |  |  |  |  |  |  |  |  |  |  |  |  |  |  |  |  |  |  |  |
|               |               |               |               | Roger Mortimer | Roger Mortimer | Roger Mortimer      | Roger Mortimer      | Roger Mortimer      | Roger Mortimer      |                     |                     | Edmund Mortimer | Edmund Mortimer | Edmund Mortimer | Edmund Mortimer | Edmund Mortimer | Edmund Mortimer |                    |                    | Elisabet Mortimer  | Elisabet Mortimer  | Elisabet Mortimer  | Elisabet Mortimer  | Elisabet Mortimer | Elisabet Mortimer |                 |                 | Felipa Mortimer | Felipa Mortimer | Felipa Mortimer | Felipa Mortimer | Felipa Mortimer | Felipa Mortimer |              |              |  |  |  |  |  |  |  |  |  |  |  |  |  |  |  |  |  |  |  |  |  |  |
|               |               |               |               | Roger Mortimer | Roger Mortimer | Roger Mortimer      | Roger Mortimer      | Roger Mortimer      | Roger Mortimer      |                     |                     | Edmund Mortimer | Edmund Mortimer | Edmund Mortimer | Edmund Mortimer | Edmund Mortimer | Edmund Mortimer |                    |                    | Elisabet Mortimer  | Elisabet Mortimer  | Elisabet Mortimer  | Elisabet Mortimer  | Elisabet Mortimer | Elisabet Mortimer |                 |                 | Felipa Mortimer | Felipa Mortimer | Felipa Mortimer | Felipa Mortimer | Felipa Mortimer | Felipa Mortimer |              |              |  |  |  |  |  |  |  |  |  |  |  |  |  |  |  |  |  |  |  |  |  |  |
|               |               |               |               |                |                |                     |                     |                     |                     |                     |                     |                 |                 |                 |                 |                 |                 |                    |                    |                    |                    |                    |                    |                   |                   |                 |                 |                 |                 |                 |                 |                 |                 |              |              |  |  |  |  |  |  |  |  |  |  |  |  |  |  |  |  |  |  |  |  |  |  |
| Anna Mortimer | Anna Mortimer | Anna Mortimer | Anna Mortimer | Anna Mortimer  | Anna Mortimer  |                     |                     | Edmund Mortimer     | Edmund Mortimer     | Edmund Mortimer     | Edmund Mortimer     | Edmund Mortimer | Edmund Mortimer |                 |                 | Roger Mortimer  | Roger Mortimer  | Roger Mortimer     | Roger Mortimer     | Roger Mortimer     | Roger Mortimer     |                    |                    | Elanor Mortimer   | Elanor Mortimer   | Elanor Mortimer | Elanor Mortimer | Elanor Mortimer | Elanor Mortimer |                 |                 |                 |                 |              |              |  |  |  |  |  |  |  |  |  |  |  |  |  |  |  |  |  |  |  |  |  |  |

Marcats en verd hi ha els descendents d'Eduard III que eren vius al moment de la mort de Ricard II. Com es pot observar, dinàsticament la pretensió d'Enric a tron no era sòlida. Tanmateix, era l'hereu mascle adult d'Eduard més prominent, i un cop el país va unir-se a ell no es plantejaren dubtes sobre la seva legitimitat.
|  |                                        |  |  |  |  |  |  |  |  |  |  |  |  |  |  |  |
|  | Eduard II d'Anglaterra                 |  |  |  |  |  |  |  |  |  |  |  |  |  |  |  |
|  |                                        |  |  |  |  |  |  |  |  |  |  |  |  |  |  |  |
|  |                                        |  |  |  |  |  |  |  |  |  |  |  |  |  |  |  |
|  | Eduard III d'Anglaterra                |  |  |  |  |  |  |  |  |  |  |  |  |  |  |  |
|  |                                        |  |  |  |  |  |  |  |  |  |  |  |  |  |  |  |
|  |                                        |  |  |  |  |  |  |  |  |  |  |  |  |  |  |  |
|  | Isabel de França (la Lloba)            |  |  |  |  |  |  |  |  |  |  |  |  |  |  |  |
|  |                                        |  |  |  |  |  |  |  |  |  |  |  |  |  |  |  |
|  |                                        |  |  |  |  |  |  |  |  |  |  |  |  |  |  |  |
|  | Joan de Gant, 1r duc de Lancaster      |  |  |  |  |  |  |  |  |  |  |  |  |  |  |  |
|  |                                        |  |  |  |  |  |  |  |  |  |  |  |  |  |  |  |
|  |                                        |  |  |  |  |  |  |  |  |  |  |  |  |  |  |  |
|  | Guillem I, comte d'Hainaut             |  |  |  |  |  |  |  |  |  |  |  |  |  |  |  |
|  |                                        |  |  |  |  |  |  |  |  |  |  |  |  |  |  |  |
|  |                                        |  |  |  |  |  |  |  |  |  |  |  |  |  |  |  |
|  | Felipa d'Hainaut                       |  |  |  |  |  |  |  |  |  |  |  |  |  |  |  |
|  |                                        |  |  |  |  |  |  |  |  |  |  |  |  |  |  |  |
|  |                                        |  |  |  |  |  |  |  |  |  |  |  |  |  |  |  |
|  | Joana de Valois                        |  |  |  |  |  |  |  |  |  |  |  |  |  |  |  |
|  |                                        |  |  |  |  |  |  |  |  |  |  |  |  |  |  |  |
|  |                                        |  |  |  |  |  |  |  |  |  |  |  |  |  |  |  |
|  | Enric IV d'Anglaterra                  |  |  |  |  |  |  |  |  |  |  |  |  |  |  |  |
|  |                                        |  |  |  |  |  |  |  |  |  |  |  |  |  |  |  |
|  |                                        |  |  |  |  |  |  |  |  |  |  |  |  |  |  |  |
|  | Enric, 3r comte de Lancaster           |  |  |  |  |  |  |  |  |  |  |  |  |  |  |  |
|  |                                        |  |  |  |  |  |  |  |  |  |  |  |  |  |  |  |
|  |                                        |  |  |  |  |  |  |  |  |  |  |  |  |  |  |  |
|  | Enric de Grosmont, 1r duc de Lancaster |  |  |  |  |  |  |  |  |  |  |  |  |  |  |  |
|  |                                        |  |  |  |  |  |  |  |  |  |  |  |  |  |  |  |
|  |                                        |  |  |  |  |  |  |  |  |  |  |  |  |  |  |  |
|  | Matilda Chaworth                       |  |  |  |  |  |  |  |  |  |  |  |  |  |  |  |
|  |                                        |  |  |  |  |  |  |  |  |  |  |  |  |  |  |  |
|  |                                        |  |  |  |  |  |  |  |  |  |  |  |  |  |  |  |
|  | Blanca de Lancaster                    |  |  |  |  |  |  |  |  |  |  |  |  |  |  |  |
|  |                                        |  |  |  |  |  |  |  |  |  |  |  |  |  |  |  |
|  |                                        |  |  |  |  |  |  |  |  |  |  |  |  |  |  |  |
|  | Enric de Beaumont, 1r comte de Buchan  |  |  |  |  |  |  |  |  |  |  |  |  |  |  |  |
|  |                                        |  |  |  |  |  |  |  |  |  |  |  |  |  |  |  |
|  |                                        |  |  |  |  |  |  |  |  |  |  |  |  |  |  |  |
|  | Isabel de Beaumont                     |  |  |  |  |  |  |  |  |  |  |  |  |  |  |  |
|  |                                        |  |  |  |  |  |  |  |  |  |  |  |  |  |  |  |
|  |                                        |  |  |  |  |  |  |  |  |  |  |  |  |  |  |  |
|  | Alícia Comyn                           |  |  |  |  |  |  |  |  |  |  |  |  |  |  |  |
|  |                                        |  |  |  |  |  |  |  |  |  |  |  |  |  |  |  |
|  |                                        |  |  |  |  |  |  |  |  |  |  |  |  |  |  |  |

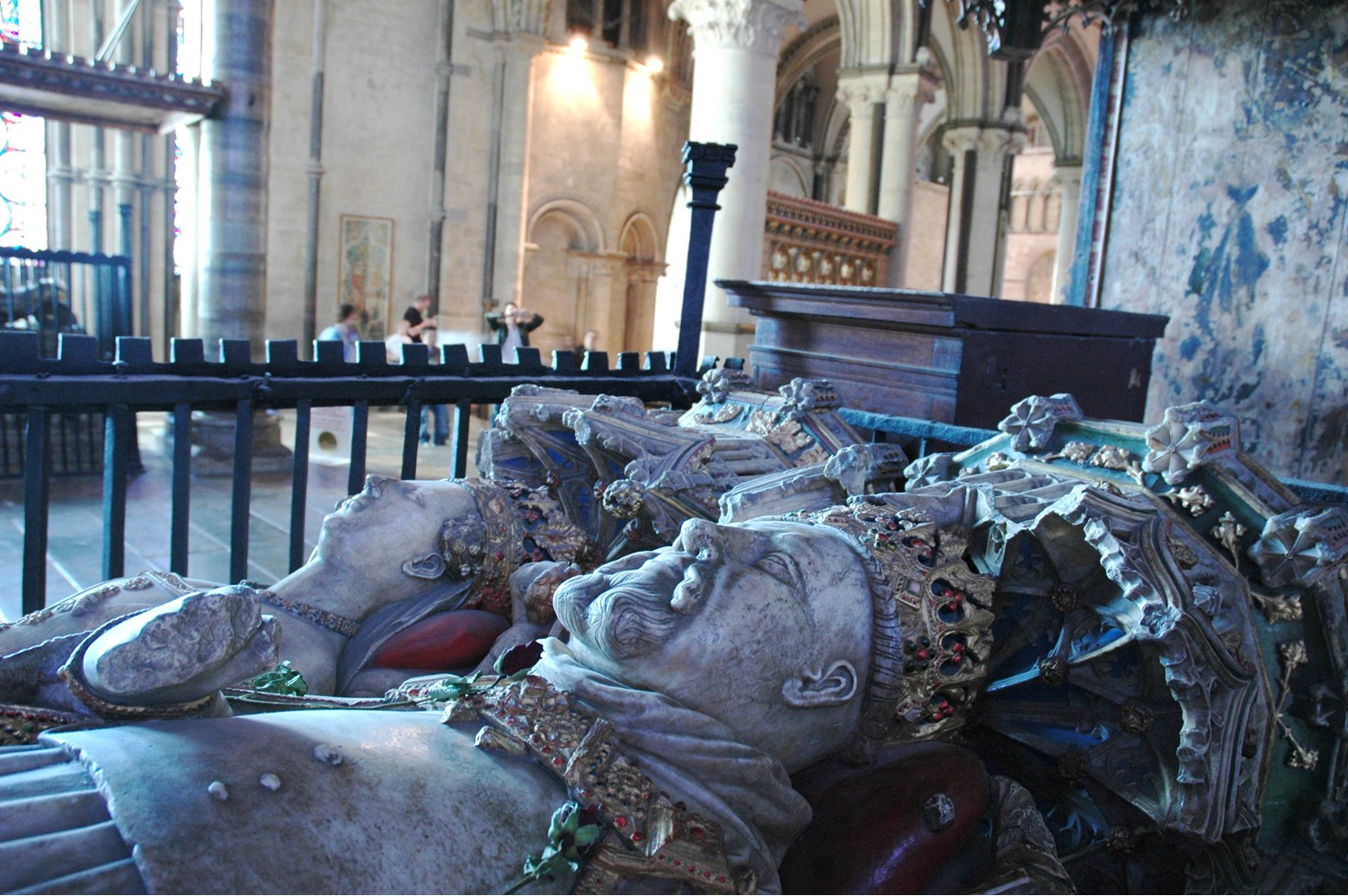
Tomba d'Enric IV a la catedral de Canterbury al costat de la seva segona esposa Joana de Navarra

El 27 de juliol de 1380, 19 anys abans de la seva coronació, Enric es va casar amb Maria de Bohun al castell d'Arundel, amb qui tindria set fills:
- Eduard (1382-1382).
- Enric (1387-1422), que esdevindria el futur Enric V.
- Tomàs de Clarència (1388-1421), 1r Duc de Clarence.
- Joan (1389-1435), 1r Duc de Bedford.
- Humphrey (1390-1447), Duc de Gloucester.
- Blanca (1392-1409), esposa de l'elector palatí Lluís III.
- Felipa (1394-1430), esposa d'Eric de Pomerània, rei de Dinamarca, Noruega i Suècia.

Maria va morir el 1394, i el 7 de febrer de 1403 Enric es casava en segones núpcies amb Joana de Navarra, la filla de Carles II de Navarra. Era la vídua de Joan V de Bretanya, amb qui havia tingut quatre filles i quatre fills, però el seu matrimoni amb Enric no generà descendència.
El fet que el 1399 Enric tingués ja quatre fills mascles del seu primer matrimoni va ser un factor important en la seva acceptació al tron, comparat amb Ricard II que no tenia fills.

## Representacions d'Enric IV en l'art
Enric IV és el personatge principal de dos drames (o un en dues parts) de William Shakespeare, Enric IV, Part 1 i Enric IV, Part 2, com també un dels protagonistes (com a Bolingbroke) de Ricard II, també de Shakespeare.
En el cinema, ha estat representat en:
- The black shield of Falworth (1954), amb Tony Curtis; el paper del rei el fa Ian Keith
- Chimes at Midnight (1965), dirigida per Orson Welles, interpretat per John Gielgud